# Cleora psychastis
Cleora psychastis är en fjärilsart som beskrevs av Edward Meyrick 1886. Cleora psychastis ingår i släktet Cleora och familjen mätare. Inga underarter finns listade i Catalogue of Life.